# Hybusa occidentalis
Hybusa occidentalis är en insektsart som först beskrevs av John Obadiah Westwood 1843.  Hybusa occidentalis ingår i släktet Hybusa och familjen Proscopiidae. Inga underarter finns listade i Catalogue of Life.